# Liste von Kunstakademien
Akademien der Künste, manchmal mit Zusätzen versehen wie Königliche Akademie der Künste oder Freie Akademie der Künste, sind lehrende Kunstakademien oder Expertenvereinigungen. Folgende Institutionen und Abteilungen tragen oder trugen diesen Namen oder werden auf Deutsch so genannt:
Deutschland aktuell
- Akademie der Künste (Berlin)
  - mit dem Standort Akademie der Künste (Berlin-Hansaviertel)
- Bayerische Akademie der Schönen Künste
- Akademie der Bildenden Künste Nürnberg
- Akademie der Bildenden Künste München
- Kunstakademie Münster
- Sächsische Akademie der Künste
- Freie Akademie der Künste in Hamburg
- Freie Akademie der Künste zu Leipzig
- Freie Kunstakademie Mannheim
- Freie Kunstakademie Gerlingen

Deutschland historisch
- Akademie der Künste (Dresden) (historischer Name)
- Kunsthochschule Kassel (historischer Name, inzwischen teilautonomer Fachbereich der Universität Kassel)
- Königliche Akademie der Künste zu München (historisch)
- Königliche Akademie der bildenden Künste Stuttgart (historisch)
- Berlin historisch:
  - Academie der Mahler-, Bildhauer- und Architectur-Kunst
  - Königlich-Preußische Akademie der Künste und mechanischen Wissenschaften
  - Königliche Akademie der bildenden Künste und mechanischen Wissenschaften
  - Königlich Preußische Akademie der Künste
  - Königliche Akademie der Künste (Berlin)
  - Preußische Akademie der Künste

Weltweit
- Almaty: Kasachische Nationale Kunstakademie benannt nach T. K. Zhurgenova
- Antwerpen: Koninklijke Academie voor Schone Kunsten (KASK). Siehe: Artesis Hogeschool Antwerpen
- Belgrad: Serbische Akademie der Wissenschaften und Künste
- Budapest: Ungarische Akademie der Bildenden Künste
- Carrara: Accademia Carrara
- Florenz: Accademia delle Arti del Disegno
- Gent: Koninklijke Academie voor Schone Kunsten (KASK). Siehe: Hogeschool Gent
- Helsinki: Kunstakademie Helsinki
- London: Royal Academy of Arts
- Madrid: Real Academia de Bellas Artes de San Fernando
- Madrid: Academia de las Artes y las Ciencias Cinematográficas
- Mexiko-Stadt: Academia de Artes
- Novi Sad: Akademie der Künste Novi Sad
- Osijek: Josip-Juraj-Strossmayer-Universität Osijek
- Paris: Académie des Beaux-Arts
- St. Petersburg/Leningrad: Russische Kunstakademie
- Rijeka: Universität Rijeka
- Rom: Accademia di San Luca
- Sarajevo: Akademie der Künste Sarajevo
- Sofia: Nationale Kunstakademie (Sofia)
- Stockholm: Kungliga Konsthögskolan Stockholm
- Tiflis: Apolon-Kuteladse-Akademie der Künste
- Tirana: Kunstakademie Tirana
- Valencia: Real Academia de Bellas Artes de San Carlos de Valencia
- Zagreb: Universität Zagreb

Siehe auch:
- Liste von Hochschulen für Bildende Kunst
- Akademie der Bildenden Künste
- Akademie der Schönen Künste
- Akademie der Wissenschaften und Künste bzw. Akademie der Künste und Wissenschaften